# Мислите на децу
„Мислите на децу” (такође „А шта је са децом?”) клише је који се претворио у реторичку тактику. Дословно се односи на права деце (као, на пример, у расправама о дечјем раду). Међутим, у дебати представља логичку грешку (позив на сажаљење, подтип позива на емоције).
У књизи Уметност, аргумент и пропаганда (2002) тврди се да у дискусији овај позив замењује разум са емоцијама. Етичар Џек Маршал је написао у 2005. години да популарност фразе потиче од њене способности да суспендује рационалност, нарочито дискурс о поукама. Аргумент „Мислите на децу” употребљавају заговорници цензуре да би заштитили децу од наводних претњи. Заједница, простор и онлајн цензура (2009) тврди да је класификација деце на инфантилан начин, као невиних бића којима је потребна заштита, један од облика опсесије над појмом чистоће. У 2011. години, у чланку у Часопису за културна истраживања, примећено је да је фраза израсла из моралне панике.
У Дизнијевом филму из 1964. Мери Попинс, лик госпође Банкс моли дадиљу која одлази да остане и „мисли на децу!”. Ова фраза је популаризована као сатирична референца у анимираној телевизијској серији Симпсонови 1996. када током бурне расправе грађана у фиктивном граду Спрингфилду лик Хелен Лавџој изговара: „Хоће ли неко, молим вас, да мисли на децу!”
У часпопису Georgia State University Law Review 2012. године, Чарлс Џ. Тен Бринк назвао је изговарање речи „мислите на децу” од Хелен Лавџој успешном пародијом. Потоња употреба овог израза у друштву је често била предмет подсмеха.Након популаризације у Симпсоновима, фраза се још назива и „Лавџојин закон”, „Одбрана Хелен Лавџој”, „Синдром Хелен Лавџој” и „мислите-на-децу-изам”.

## Позадина
Социолог Џоел Бест написао је 1993. да су одрасли на крају 19. века развили повећану бригу о добробити деце. Бест је истакао да је друштво доживело пад наталитета након индустријализације, са родитељима који су усмеравали пажњу на мањи број деце. Према његовим речима, у то време одрасли су почели да гледају на детињство као на свети период развоја и на децу као на непроцењива, дивна, невина бића. Током 1970-их и 1980-их година, пише Бест, одрасли виде децу као потенцијалне жртве и настоје да елиминишу наводне претње.
У збирци Деца и политика културе из 1995, антрополог Вивијен Ви анализирала је како одрасле особе перцепцирају децу и како она подржава концепт права детета. Ви пише да су у овом моделу (који је назвала европски образац) деца виђена као рањива, неискварена и да им је неопходна заштита од ауторитативних одраслих особа. Према Ви, овај европски образац довео је до идеје да је деци потребно уточиште у виду Повеље Уједињених нација и Конвенције о правима детета.
Ви пише: „Алтернативно, рањивост деце може се тумачити као чистота и невиност којима је потребна заштита одговорних одраслих. Управо је овај други, заштитни режим тумачења тај који лежи у основи саме идеје о правима деце којима је потребна заштита повеље УН-а — отуда и Конвенција УН-а о правима детета”. Она је приметила да је поглед на младе као слабе и невине фокусиран на оно што може да се деси ако права деце нису заштићена.
Ви тврди да овакво понашање према деци није сасвим позитивно. Према њеним речима, такав став може довести до лицемерја одраслих особа које претпостављају да све њихове радње намеравају да заштите децу и ствара ризик од тога да одрасли људи могу употребљавати моћ „за добробит саме деце”. Истичући да власт одраслих може бити маскирна као емпатија, Ви закључује: „Ова алтернативна културна тумачења рањивости деце на тај начин стварају своје сопствене политичке и психолошке последице”.

## Права детета
Мислите на децу ... ослобођену поразног терета опасног и понижавајућег рада.

—Бил Клинтон
„Мислите на децу” коришћен је у свом дословном смислу да брани права деце. Рана употреба током 20. века укључује писања из 1914. Националног комитета за дечји рад који критикује стандарде дечјег рада у САД. Председник САД Бил Клинтон користио је фразу 1999. у говору пред Међународном организацијом рада, тражећи од присутних да замисле значајно смањење дечјег рада: „Мислите на децу ... ослобођену поразног терета опасног и понижавајућег рада, којима су враћени они незаменљиви сати детињства за учење и игру и живот”.
Дословна употреба ове фразе наставља се у 21. веку, са Саром Бојс из Центра за дечја права у Северној Ирској која се ослања на њу да заштити права деце у том региону. У књизи из 2008. Дечји рад у глобализованом свету, фраза је употребљена да скрене пажњу на улогу дужничког ропства у дечјем раду. Сара Дилон из Правне школе универзитета Сафок употребила је фразу „А шта је са децом” у својој књизи из 2009, Међународна права деце, да би указала на услове дечје радне снаге. Бенџамин Пауел искористио је фразу другачије у својој књизи, Из сиромаштва: експлоатишуће фабрике у глобалној економији, пишући да се у одсуству дечјег рада неки млади људи суочавају са глађу. У књизи о људским правима из 2010, Права детета и људски развој, дечији психијатар Брус Д. Пери користио је фразу „мислите на децу” да позове лекаре да омогућe процес који је осетљив на развојне фазе када је саветовање младих у питању.

## Тактика у дебати

### Логичка грешка
У књизи из 2002, Уметност, аргумент и пропаганда: Овладавање парламентарном дебатом, Џон Мини и Кејт Шустер назвали су употребу фразе „Мислите на децу” у расправи типом логичке грешке и позивом на емоције. Према мишљењу аутора, учесник у дебати могао би да користи фразу како би емотивно придобио чланове публике и избегао логичну дискусију. Наводе пример: „Знам да овај национални ракетни одбрамбени план има своје противнике, али хоће ли неко, молим вас, да размисли о деци?” Њихова процена истоветна је са Марџи Боршке која је у чланку за часопис Media International Australia incorporating Culture and Policy називала коришћење фразе реторичком тактиком.
Етичар Џек Маршал описао је „Мислите на децу!” као тактику која се користи у покушају да стави тачку на расправу, јер изазива аргумент без одговора. Према речима Маршала, стратегија је успешна у спречавању рационалне дебате. Назвао је њено коришћење неетичким начином изазивања конфузије у дебати, погрешно преусмеравајући емпатију на објекат који можда није ни био центру пажње оригиналног аргумента. Маршал је написао да иако употреба фразе може имати позитивну намеру, она изазива ирационалност када је изнова користе обе стране у спору. Он је дошао до закључка да фраза може да трансформише поштовање прописа у етичку дилему, упозоравајући друштво да избегава употребу „Мислите на децу!” као финални аргумент.
У чланку из 2015. „Мислите на децу”, Мајкл Реган критикује начин на који политичари употребљавају фразу. Према Регановим речима, политичари морају да престану користити децу као средство када се залагажу за одређене владине програме. Он је назвао тактику нелогичним аргументом, чином очаја оних који осећају да имају слабији случај у расправи заснованој на разуму. Истичући да је подједнако користе демократи и републиканци у Сједињеним Америчким Државама, Реган је тактику прозвао „очигледним политичким с*ањем”.

### Морална паника
Часопис за културна истраживања објавио је чланак Дебре Фередеј у 2010, који је поново штампан у књизи из 2011. Нада и феминистичка теорија. Према речима Фередеј, медијска употреба „Хоће ли неко да мисли на децу!” постала је уобичајена у условима моралне панике. Она сугерише да је фраза постала толико распрострањена да би могла да постане други Годвинов закон.
У чланку из 2011. за часопис Post Script, Андреј Скехил писао је о моћи деце у реторици да створи необорив став за супротну позицију. Према речима Скехила, особа која се бори „за децу” ствара изузетно тешку ситуацију за противника да заузме позицију која „није за децу”. Касандра Вилкинсон расправља о утицају реторике „мислите на децу” у чланку из 2011. за IPA Review. Вилкинсон се позива на истраживање из књиге Без страха: Одрастање у друштву несклоном ризику аутора Тима Гила, да преосетљивост у заштити деце од могуће штете има нежељене ефекте у доприносу немогућности младих да се заузму према сопственом избору и да реагују на опасне ситуације. У часопису New Statesman, Лори Пени окарактерисала је тактику као систем политичких уверења и назвала га је „мислите-на-децу-изам”.
Елизабет Стокер Бруниг написала је у чланку из 2014. за часопис First Things, да се моралисање овом фразом често среће у дискусијама о сексуалности, приписујући ово растућој друштвеној перцепцији морала као женственог домена. Бруниг је такође навела обележавање Ен-Би-Сијевог одбијања да емитује филмски трејлер о абортусу као „мислите-на-децу-изам”.

### Цензура
Скот Бити пише у својој књизи из 2009, Заједница, простор и онлајн цензура, да је питање „Зар нико не мисли на децу?” често постављају особе које се залажу за цензуру из страха да би млади могли да виде неприкладне ствари. Према речима Битија, млади су представљени као потенцијалне жртве сексуалних предатора на интернету да би се повећала контрола интернета; карактеризација детета као инфантилног побуђује концепт невиности који је један од облика опсесије над концептом чистоће.
За часопис Make, Кори Доктороу написао је у чланку из 2011. да „Хоће ли ико да мисли на децу?!” користе ирационални појединици да подрже аргументе о опасностима за младе од „Четири јахача Инфокалипсе”: „пирати”, терористи, организовани криминал и дечја порнографија. Према речима Доктороуа, израз је коришћен да угуши дискусију о исходишним питањима и да заустави рационалну анализу. Приметио је њену честу употребу када друштво одређује одговарајући приступ правним аспектима рачунарства.
У својој књизи из 2013. године, Жарко снимање филмова, Мајк Ват дискутује о историји цензуре у односу на Закон о непристојним публикацијама из 1959. у Уједињеном Краљевству и истиче да су филмови забрањени у овом периоду постали познати као „видео-гадови” (енгл. video nasties). Ват је назвао садашње тумачење такве цензуре „мислите на децу” карактеризацијом. Брајан М. Рид пише у својој књизи, Не тиче се никога (такође објављена 2013), да је ова фраза лишена садржаја и да, ради комичног ефекта, може бити замењена са „Колико мачића мора да умре?”
За часопис Reason, у 2015. години, новинар Брендан О’Нил пише да Марџори Хејнс у својој књизи Не пред децом: Непристојност, цензура и невиност омладине наводи да владе вековима користе превенцију „штете према малолетницима” као изговор да повећају цензуру и контролу. Према речима О’Нила, употреба „Хоће ли неко, молим вас, да мисли на децу?” у савременој култури значајно је порасла и представља средство испољавања моралног ауторитета са емоционалном уценом.

## Популаризација

### Филм и телевизија
Према речима Кетрин Лејти, рана употреба фразе потиче из 1964. године у филму компаније Волт Дизни Мери Попинс. У првој сцени, лик госпође Банкс залаже се код дадиље да не оде молећи је да „мисли на децу!”. Лајти пише да популарна употреба фразе изазива јаке емоције код оних који се противе држави дадиљи, што указује на сукоб у САД између конзерватизма (проистекао од пуританаца) и жеље да користите секс у оглашавању.
„Мислите на децу” је у великој мери популаризовао лик Хелен Лавџој, супруга велечасног Лавџоја, у анимираној телевизијској серији Симпсонови. Лаџој (која се први пут појавила 1990) у више наврата је узвикнула: „Мислите на децу” у неколико епизода серије. Први пут је употребила фразу у епизоди Much Apu About Nothing коју је написао Дејвид Екс Коен и која је емитована 1996. године. Инсистирање Хелен Лавџој постајало је све узрујаније са сваком накнадном употребом.
Сценариста Симпсонових Бил Оукли, у аудио-коментару епизоде на де-ве-деу из 2005, рекао је да је мотивација за израз у серији да се нагласи како се „мислите на децу” користи у дискусији; ирелевантно, скренуло је дискусије од првобитног теме. Лавџој је користила варијације фразе, укључујући „Ох, хоће ли неко, молим вас, да мисли на децу” и „А шта је са децом”, дречећи најчешће када становници фиктивног града Спрингфилда разматрају спорни проблем или расправљају о политици и када логика омане. Комична употреба Лавџојине фразе у Симпсоновима је исмевала њену употребу у јавном дискурсу.

### Лавџојин закон
Након популаризације фразе у Симпсоновима, њена употреба у друштву је често исмевана. У новинама Toronto Star, новинар Едвард Кинан назвао ју је „Лавџојин закон”. Кинан дефинише „Лавџојин закон” као упозорење о томе да је фраза вероватна диверзија од слабог логичког става и пише да права емпатија према деци укључује рационално расуђивање, а не манипулацију. У чланку за ирске новине Sunday Independent, Керол Хант назива употребу фразе у политичкој дебати „одбрана Хелен Лавџој” и пише да је такође позната као „синдром Хелен Лавџој”. Према Хант, она се често користи у вези са хипотетичком децом, а не са правом децом погођеном проблемом.
У чланку за Georgia State University Law Review, професор Правног колеџа Државног универзитета у Мичигену Чарлс Џ. Тен Бринк пише да је карактеристична фраза Хелен Лавџој вешта и делотворна пародија. Према The Canberra Times, употреба фразе у 2009. као подршка интернет цензури од стране Одељења за комуникације аустралијске владе је подсећало на Хелен Лавџој.
У својој књизи, Мит о злу, Филип Кол написао је да молба Хелен Лавџој претпоставља да су деца чисте, неискварене потенцијалне жртве које захтевају сталну заштиту од опасности. Кол супротставља ово поимање са ликом Барта Симпсона, који преферира стварање нереда уместо конформизма и оданост уместо прописа. Према Колу, ово сведочи о двојној перцепцији деце у друштву: безазлени потенцијални плен и злонамерни појединци којима се не може веровати. Кол пише да је током историје дете представљало човекову дивљу прошлост и оптимистичну будућност. Џо Џонсон је написала поглавље „Хоће ли неко да мисли на децу?” у књизи Маме посредници, у којој је анализирала употребу фразе у анимираним медијима (укључујући и Симпсонове). Према Џонсон, ова фраза је кључни пример популарне културне слике мајке као неуротичне и испуњене немиром о моралним вредностима.

### Цитирана библиографија
- Beattie, Scott (2009). Community, Space and Online Censorship. Ashgate. стр. 165—167. ISBN 978-0-7546-7308-8.
- Berg, Chris (1. 9. 2011). „From the Editor”. IPA Review. ISSN 1329-8100 — преко HighBeam Research.
- Best, Joel (1993). Threatened Children: Rhetoric and Concern about Child-Victims. University of Chicago Press. стр. 3—6. ISBN 978-0-226-04426-2.
- Borschke, Margie (новембар 2011). „Rethinking the rhetoric of remix”. Media International Australia incorporating Culture and Policy. University of Queensland, School of Journalism and Communication. 141: 17  — преко InfoTrac.
- Boyce, Sara (2003). „Northern Ireland's Bill of Rights: A Children's Rights Perspective”. ChildRIGHT. Children's Legal Centre (183). ISSN 0265-1459. OCLC 749128561.
- Bruenig, Elizabeth Stoker (30. 6. 2014). „Clutch your pearls and think of the children”. First Things. Архивирано из оригинала 16. 9. 2014. г. Приступљено 2. 5. 2015.
- Chappell, Les (13. 7. 2014). „Review: The Simpsons (Classic): 'Much Apu About Nothing' – Won't somebody PLEASE think of the children?!?!”. The A.V. Club. Архивирано из оригинала 15. 7. 2014. г. Приступљено 2. 5. 2015.
- Clinton, Bill (16. 6. 1999). „Address by Mr. Bill Clinton, President of the United States”. International Labour Conference, 87th Session. International Labour Organization. Архивирано из оригинала 12. 7. 2012. г. Приступљено 4. 11. 2014.
- Cole, Phillip A. (2006). „Bad Seeds”. The Myth of Evil: Demonizing the Enemy. Praeger. стр. 122. ISBN 978-0-275-99216-3.
- Cohen, David X. (1996). Much Apu About Nothing. Симпсонови (The Simpsons) (телевизијска епизода). 20th Century Fox (објављено 5. 5. 1996).  Корисна информација се налази на: 4:23; 5:51; 6:21. Продукцијски код: 3F20; Епизода бр. 151; 7. сезона: 23. епизода. „Think of the children! (Мислите на децу!)”
- Cohen, David; Matt Groening; Bill Oakley (2005). The Simpsons season 7 DVD commentary for the episode "Much Apu About Nothing" (DVD). 20th Century Fox.
- Damer, T. Edward (2009). Attacking Faulty Reasoning: A Practical Guide to Fallacy-free Arguments (6. изд.). Wadsworth. стр. 111. ISBN 978-0-495-09506-4.
- Dillon, Sara (2009). International Children's Rights. Carolina Academic Press. стр. 117. ISBN 978-1-59460-115-6.
- Doctorow, Cory (1. 7. 2011). „Four Horsemen of the 3D Printing Apocalypse”. Make magazine. Sebastopol, California: Maker Media. 27: 31. ISSN 1556-2336. Архивирано из оригинала 31. 10. 2013. г. Приступљено 3. 11. 2014.
- Ferreday, Debra (2010). „Reading Disorders: Online Suicide and the Death of Hope”. Journal for Cultural Research. 14 (4): 409—426. doi:10.1080/14797581003765366.
- Ferreday, Debra (2011). „Reading Disorders: Online Suicide and the Death of Hope”.  Ур.: Coleman, Rebecca; Ferreday, Debra. Hope and Feminist Theory. Routledge. стр. 99. ISBN 978-0-415-61852-6.
- Groening, Matt (1997).  Richmond, Ray; Coffman, Antonia, ур. The Simpsons: A Complete Guide to Our Favorite Family (1. изд.). New York: HarperPerennial. стр. 25. ISBN 978-0-06-095252-5. LCCN 98141857. OCLC 37796735. OL 433519M.
- Hunt, Carol (5. 1. 2014). „Don't use our children as shields to protect status quo; The Helen Lovejoy argument against gay adoption is simply discrimination in a 'caring' guise, writes Carol Hunt”. Sunday Independent. Independent Newspapers Ireland Limited. стр. 27  — преко LexisNexis.
- Johnson, Jo (2012). „'Won't Somebody Think of the Children?': The Nineties Subversion of the Animated Mother”.  Ур.: Podnieks, Elizabeth. Mediating Moms: Mothers in Popular Culture. McGill-Queen's University Press. стр. 53—68. ISBN 978-0-7735-3979-2.
- Keenan, Edward (2014a). „'Won't somebody please think of the children!'; The Simpsons has taught us not to trust anyone who stoops to use the corruptibility of children to advance a political argument”. The Toronto Star. стр. IN2  — преко LexisNexis.
- Keenan, Edward (2014b). „Thinking of the children is no laughing matter”. The Toronto Star. стр. GT4  — преко LexisNexis.
- Kitrosser, Heidi (мај 2011). „Symposium: Presidential Influence Over Administrative Action: Scientific Integrity: The Perils and Promise of White House Administration”. Fordham Law Review. Fordham University School of Law. 79: 2395  — преко LexisNexis.
- Laity, Kathryn A. (2013). „Chapter Nine: 'Won't somebody please think of the children?' The case for Terry Gilliam's Tideland”.  Ур.: Birkenstein, Jeff; Froula, Anna; Randell, Karen. The Cinema of Terry Gilliam: It's a Mad World. Directors' Cuts. Wallflower Press. стр. 118—119, 128. ISBN 978-0-231-16534-1.
- Marshall, Jack (16. 2. 2005). „'Think of the Children!': An Ethics Fallacy”. Ethics Scoreboard. Александрија (Вирџинија): ProEthics, Ltd. Архивирано из оригинала 22. 2. 2014. г. Приступљено 1. 11. 2014.
- Martyn, Warren; Wood, Adrian (2000). „Jacques To Be Wild”. BBC Homepage: Entertainment; The Simpsons. BBC. Архивирано из оригинала 2. 1. 2009. г. Приступљено 6. 5. 2007.
- McLennan, David (18. 12. 2009). „Grey areas taint web blacklist”. The Canberra Times. Аустралија. стр. A15  — преко LexisNexis.
- Meany, John; Shuster, Kate (2002). Art, Argument, and Advocacy: Mastering Parliamentary Debate. New York: International Debate Education Association. стр. 65. ISBN 978-0-9702130-7-5. OCLC 438996525.
- National Child Labor Committee (1914). „Mr. Coal's Story”. The Child Labor Bulletin. Менхетн. 3 (2): 39, 73. ISSN 0360-0823. OCLC 612770438.
- Nesi, Giuseppe (2008).  Nogler, Luca; Pertile, Marco, ур. Child Labour in a Globalized World. Ashgate. стр. 7. ISBN 978-0-7546-7222-7.
- O'Neill, Brendan (19. 4. 2015). „Conversion Therapy and Other 'For the Children' Measures As Efforts to Curtail Liberty”. Reason. ISSN 0048-6906. Архивирано из оригинала 2. 5. 2015. г. Приступљено 2. 5. 2015.
- Patrick, Jeremy (2. 12. 2000). „Don't forget, GLBT people have children, too”. Lincoln Journal Star. Небраска. стр. B5  — преко LexisNexis.
- Penny, Laurie (17. 1. 2011). „This divorce tax is emotional terrorism”. New Statesman — преко HighBeam Research.
- Perry, Bruce D. (2010).  Willems, Jan, ур. Children's Rights and Human Development. Maastricht Series in Human Rights. Intersentia. стр. 498. ISBN 978-94-000-0032-2.
- Powell, Benjamin (2014). Out of Poverty: Sweatshops in the Global Economy. Cambridge Studies in Economics, Choice, and Society. Cambridge University Press. стр. 5. ISBN 978-1-107-02990-3.
- Reagan, Michael (23. 3. 2015). „Think of the children”. Yankton Daily Press & Dakotan. Cagle Cartoons; CagleCartoons.com. Приступљено 2. 5. 2015.
- Reed, Brian M. (2013). Nobody's Business: Twenty-First Century Avant-Garde Poetics. Cornell University Press. стр. 110. ISBN 978-0-8014-5157-7.
- Sagers, Aaron (12. 5. 2009). „Pop 20: When sexual discomfort reaches our legislative branch”. The Monitor. Макален (Тексас). McClatchy-Tribune News Service  — преко LexisNexis.
- Scahill, Andrew (2011). „The Sieve or the Scalpel: The Family Movie Act of 2004, Infantile Citizenship, and the Rhetoric of Censorship”. Post Script: Essays in Film and the Humanities. 30 (2): 69—81. ISSN 0277-9897 — преко InfoTrac.
- Shotwell, Mikaela (зима 2012). „Won't Somebody Please Think of the Children?!”. The Journal of Gender, Race & Justice. Ајова Сити: University of Iowa. 15: 141  — преко LexisNexis. „The Simpsons character Helen Lovejoy popularized this phrase.”
- TelevisionWeek (18. 2. 2008). „Blink”. TelevisionWeek. Crain Communications: 4  — преко LexisNexis.
- Ten Brink, Charles J. (пролеће 2012). „Gayborhoods: Intersections of Land Use Regulation, Sexual Minorities, and the Creative Class”. Georgia State University Law Review. Georgia State University. 28: 789  — преко LexisNexis.
- Walton, Douglas (1997). Appeal to Pity: Argumentum ad Misericordiam (1. изд.). State University of New York Press. стр. 36. ISBN 978-0-7914-3462-8.
- Walton, Douglas (2008). Informal Logic: A Pragmatic Approach (2. изд.). Cambridge University Press. стр. 128. ISBN 978-0-511-40878-6.
- Watt, Mike (2013). Fervid Filmmaking. McFarland. стр. 233. ISBN 978-0-7864-7066-2.
- Wee, Vivienne (1995).  Stephens, Sharon, ур. Children and the Politics of Culture. Princeton University Press. стр. 188. ISBN 978-0-691-04328-9.
- Wilkinson, Cassandra (1. 9. 2011). „Let Kids Be Kids”. IPA Review. ISSN 1329-8100 — преко HighBeam Research.